# جو لین (بازیکن فوتبال)
جو لین (انگلیسی: Joe Lane; ۱۱ ژوئیهٔ ۱۸۹۲ – فوریهٔ ۱۹۵۹) بازیکن فوتبال اهل بریتانیا بود.
از باشگاه‌هایی که در آن بازی کرده‌است می‌توان به باشگاه فوتبال فرنتس‌واروش، باشگاه فوتبال ساندرلند، باشگاه فوتبال ام‌تی‌کی بوداپست، باشگاه فوتبال بلکپول، باشگاه فوتبال واتفورد، باشگاه فوتبال بیرمنگام سیتی، و باشگاه فوتبال میلوال اشاره کرد.